# Fernando Fernández Escribano
Fernando Miguel Fernández Escribano, cunoscut ca Fernando (n. 2 iunie 1979, Málaga, Spania) este un fotbalist retras din activitate.